# 賀一誠
賀一誠，GLM，GCIH（葡萄牙語：Ordem do Infante D. Henrique，1957年6月12日—）人稱賀仔，曾是中華人民共和國澳門特別行政區资本家和政治人物，曾任第5任澳門特別行政區行政長官及澳區國家安全委員會主席，為澳門回歸中國後的第3位行政長官和澳門首位不尋求競逐連任的行政長官，澳門特別行政區立法會主席、澳门全國人大代表兼人大常委、賀田工業有限公司總經理和賀田投資發展有限公司董事長等要職。

## 生平
原籍貫浙江義烏，賀一誠在1957年6月12日生於澳門，1976年畢業於澳門培道中學，1992年到浙江大學機電和經濟專業深造，后任该校客座研究员，历任中華全國工商業聯合會常委、澳門特別行政區政府經濟委員會委員、科學技術暨革新委員會委員、澳門中華總商會常務理事、澳門廠商聯合會監事長、澳門出入口商會監事會主席、澳門賀田工業有限公司董事總經理。2000年—2019年出任澳門全國人大代表。2001年3月15日，在第九届全国人大第四次会议上，他当选第九届全国人民代表大会常务委员会委员。之后历任第十届、第十一届、第十二届、第十三届全国人大常委会委员（2001年—2019年）、澳門行政會成員（2004年—2009年10月20日），2009年起任澳門特別行政區立法會議員（循工商金融界別間選）並出任副主席。2013年當選主席。2001年獲澳門特別行政區政府授予工商功績勳章。據《香港01》報導，賀一誠持有香港身份證，早年於香港半山區、又一村購入多個住宅物業。
2019年4月18日，賀一誠宣佈角逐2019年澳門特別行政區行政長官選舉，並在7月5日，賀一誠與時任澳門立法會主席退黨申請，至於7月22日起成為唯一取得足夠選舉委員會委員提名的有意參選人。
2019年8月25日，賀一誠以392票高票當選，成為澳門特別行政區第五任行政長官候任人，並於9月4日獲得國務院總理李克強為簽署國務院令。9月11日，賀一誠到北京會見李克強並接受任命狀，同年12月20日起，國務院正式任命為第五屆行政長官

## 立法會主席時期相關事件

### 垃圾會事件
2018年，澳門立法會議員蘇嘉豪在立法會上提到「垃圾會」一詞，官委議員黃顯輝對此提出抗議。賀一誠回應說立法會工作難以讓大家完全滿意，認為批評為「垃圾會」是侮辱，但面對批評便會「有則改之」，並反問道「如果罵『立法會』是『垃圾會』，那為何還要這麼清高，留在垃圾堆工作呢？」。另外會交由立法會章程委員會研究何謂侮辱立法會，他還認為要讓市民對立法會回復信心「好難」。
蘇嘉豪後來回應賀一誠的言論，他認同自己被選為立法會議員當然是成為市民口中的垃圾一員，表示正因如此他更應大力鞭撻自己和自我批評，又表示如果他在當選立法會議員前罵立法會，但成為立法會議員後不再對立法會作出批評便是「護短」的行為。此外，他認為即使章程及任期委員會判定他引用「垃圾會」一詞是侮辱，市民也不會因此而不再使用「垃圾會」一詞，認為相關做法是「自欺欺人」和「掩耳盜鈴」的行為。

### 資深立法會法律顧問不獲續約
2018年8月，澳門立法會資深葡籍法律顧問簡天龍（Paulo Cardinal）及戴保祿（Paulo Taipa）被告知合約不被續期，且沒提供具體原因，引發爭議。身為立法會主席的賀一誠最初指該安排是因為需要重組立法會內部的法律團隊。當該決定對外公開後，賀一誠改口指是因為要作內部架構重整，但後來又改口，唯堅持否認該決定具「政治性質」，又說兩人「是創業階段，不希望阻礙人創業」；而簡天龍則對傳媒表示：「這是一個意想不到的決定，我可以說我是憑良心去履行職責。」
立法會議員高天賜、蘇嘉豪、吳國昌等議員去函賀一誠要求作出解釋，但未獲官方回覆。前間選立法會議員、第十一屆中華人民共和國全國政協委員及澳門律師歐安利表示簡天龍和戴保祿是維持立法會立法工作質量的「不可或缺的因素」，他批評由賀一誠主席、崔世昌副主席、高開賢秘書和陳虹秘書組成的立法會執行委員會所作出的決定。他指「沒有人能理解」為何兩人不獲續約，他又呼籲立法會解釋不續約的決定是基於甚麼公共利益。
簡天龍和戴保祿二人在不被續約後在澳門求職無門，消息人士及匿名人士指出，人脈甚廣、經驗豐富且備受稱讚的二人無法在離開立法會後在澳門找到對口工作，原因「相當複雜」，因礙於賀一誠有可能成為下屆行政長官，為免被視作與賀一誠抗衡，故在現時環境下沒有人敢聘請兩人。

## 行政長官生涯

### 參選行政長官
2016年8月，賀一誠在總結立法會會期工作時，表示自己不會參選第五屆行政長官，更指「連立法會主席都做唔好，點敢做特首？」
2018年2月24日，当选为第十三届全国人大代表。2019年2月13日，賀一誠表示有意參選行政長官，並指以他的立法會主席經驗，不怕走進「熱廚房」。4月18日，賀一誠在行政長官崔世安列席立法會答問後舉行記者會，宣佈初步決定參加行政長官選舉，並已提出辭去澳門全國人大代表職務以符合參選資格。該請求於4月23日的全國人大常委會會議上獲通過。6月18日，賀一誠在澳門旅遊塔召開記者會，正式宣布參選。7月5日，賀一誠辭去立法會主席及議員職務，同月22日取得399名選委中的378人提名，翌日增加1位提名至379人，成為唯一取得足夠提名的有意參選人。
2019年8月25日，賀一誠在選舉中獲得392票，其餘為7張空白票及1張廢票，因此賀一誠當選，並於9月4日獲得國務院總理李克強簽署國務院令正式任命。9月11日，賀一誠到北京中南海會見李克強並接受任命狀。12月20日，贺一诚正式就任。

### 任內

#### 2020年
- 應對COVID-19疫情

- - 2月4日召開應對第一波疫情記者會，史無前例宣佈關閉賭場及娛樂事業十五天。
  - 3月24日召開應對第二波疫情記者會上，在回答記者時公開批評六大博企在當場疫情中毫不作為，不肯願意向政府借出作「醫學觀察酒店」（隔離酒店）用途，賀個人對他們深感失望，並冀承擔社會責任，又表示：「今次係你哋（六大博企）大考，澳門人睇喺眼入面，記喺心入面。」中文意思指：今次是你們（六大博企）的大考，澳門人是看在眼裡，記在心裡。[30]

- 4月：上任後首份施政報告
- 8月18日：新橫琴口岸啟用
- 8月18至19日：颱風海高斯襲澳：上任後首個十號風球
- 9月：澳門特別行政區城市總體規劃 (2020-2040)總體方案、輕軌東線公開咨詢
- 10月：澳門特別行政區政府2021年財政年度施政報告
- 10月：賭牌競投延期

#### 2021年
- 3月18日：輕軌延伸橫琴線動工
- 6月：2021年6月澳門暴雨
- 8月：家庭群組疫情
- 8月中旬至9月：2021年澳門立法會選舉
- 9月8日：粵澳新通道（青茂口岸）啟用
- 9月10日：就《橫琴粵澳深度合作區建設總體方案》表示，深合區將實施“一線放開，二線管住”的政策框架，總體方案中提出，粵澳雙方將探索構建深合區的收益共享機制。[31]
- 9月上旬至中旬：橫琴粵澳深度合作區方案公佈，同時與廣東省省長馬興瑞擔任橫琴粵澳深度合作區管理委員會主任、修改《娛樂場幸運博彩經營法律制度》（俗稱《博彩法》）
- 9月下旬至11月上旬：保安及裝修群組疫情
- 11月16日：澳門特別行政區政府2022年財政年度施政報告
- 12月下旬：前土地工務運輸局局長李燦烽涉貪被捕

#### 2022年
- 修改《娛樂場幸運博彩經營法律制度》
- 5月24日至7月22日：《澳門陸路整體交通運輸規劃（2021-2030）公開諮詢》
- 6月1日：石排灣衛生中心啟用
- 6月19日至8月3日：2022年澳門2019冠狀病毒病聚集性疫情
- 6月30日至7月1日：出席香港特别行政区成立二十五周年纪念慶況活動[32]
- 8月31日：以批示公佈科學技術發展基金信託委員會成員，其中唯一新委任的成員便是賀一誠的兒子——賀建東，即澳門科技總會會長。其中澳門立法會直選議員高天賜在其社交媒體貼文，批評有關委任是任人唯親[33]。直選議員兼任民眾建澳聯盟理事長的李良汪在總結時批評官僚主義仍影響施政、官員問責未完善及公帑未被善用[34]。
- 9月下旬：松山行人隧道竣工及啟用
- 9月至11月：《娛樂場幸運博彩經營法律制度》賭牌公開競投、東區-2規劃草案
- 11月下旬：澳門特別行政區政府2023年財政年度施政報告
- 12月20日：出席慶祝澳門特別行政區成立二十三週年酒會，致詞中指出，過去三年，新冠疫情持續反覆，給澳門的經濟、民生、就業等帶來了嚴重衝擊。總體而言，澳門的感染病例、重症和死亡病例維持在相對較低水平。同時，在與疫情抗爭的過程中，澳門當局陸續推出了多輪旨在穩經濟、保就業、解民困的政策措施。值得一提的是，在三年的疫情中，澳門政府對於居民的常規福利支出總額達到了683億澳門元，對因疫情而額外提供的經濟援助總額為323億澳門元，兩者的總和達到了1006億澳門元。賀一誠進一步表示，澳門當局計劃在新的一年裏，根據實際情況對防疫措施進行優化調整，全力降低重症和死亡病例的發生率，最大限度地保障居民的生命安全和身體健康。他強調，澳門最艱難的時期正在過去，期待社會各界和居民繼續支持並配合政府的新階段疫情防控政策。[35]

#### 2023年
- 1月：澳門農曆新年慶祝活動：澳門農曆春節年宵市場、“新馬路任我行”步行區試行計劃、澳門農曆新年花車巡遊匯演
- 2月：《橫琴粵澳深度合作區發展促進條例》發佈、簽署《內地與澳門關於互認換領機動車駕駛證的協議》
- 3月：第十四屆全國人民代表大會第一次會議、委任29名公務人員前往橫琴粵澳深度合作區、《澳門特別行政區基本法》頒佈30周年
- 4月至5月：修改《維護國家安全法》獲通過
- 4月18日至28日：訪問歐洲三國（葡萄牙、盧森堡和比利時），上任後首次外訪[36]。
- 5月16日：《內地與澳門關於互認換領機動車駕駛證的協議》正式實行
- 5月24日：澳門科技大學團隊研製的「澳門科學一號」衛星發射成功
- 5月23日至5月26日：國務院港澳事務辦公室主任夏寶龍視察澳門
- 8月：落實“愛國者原則”，對兩大選舉法進行公開咨詢、《夾心房屋法律制度》通過、橫琴澳門新街坊項目落成
- 9月1日至2日：超強颱風蘇拉襲澳：上任後第二個十號風球
- 10月1日：澳門廣播電視股份有限公司旗下電視頻道澳視澳門正式落地珠三角
- 10月20日：澳門輕軌東線正式動工興建
- 10月27日：衛生局公共衛生專科大樓啟用
- 11月1日：《澳門特區經濟適度多元發展規劃（2024-2028年）》正式公佈
- 11月5日：東北大馬路長者公寓開放申請
- 11月11日至12日、16日至19日：澳門格蘭披治大賽車70周年
- 11月14日：宣讀澳門特別行政區政府2024年財政年度施政報告
- 12月：離島醫療綜合體啟用、澳門輕軌媽閣線開通

#### 2024年
- 2月26日：賀率領特區政府代表團前往廣州，與廣東省領導會晤，進一步深化粵澳合作，共同推進橫琴粵澳深度合作區及粵港澳大灣區建設等工作。
- 2月：增加陝西省西安市及山東省青島市為赴港澳個人遊城市
- 3月：橫琴粵澳深度合作區正式全面封關運行、出席第十四屆全國人民代表大會第二次會議開幕式
- 4月：澳門賽馬活動終止、澳門旅遊學院升格更名為澳門旅遊大學、中國—葡語國家經貿合作論壇（澳門）第六屆部長級會議
- 5月13日至19日，在中央港澳工作辦公室主任兼國務院港澳事務辦公室主任夏寶龍在澳門進行考察調研期間，談及橫琴屬於澳門一事。賀一誠對此解釋，“橫琴屬於澳門”這一概念背後，體現的是橫琴與澳門共同構建大都會的發展格局。儘管橫琴與澳門之間仍存在關檢的分界線，但兩地一體化進程，特別是“一線放開、二線管住”的政策明確指示，旨在便利澳門居民融入，使其與關閘口岸等其他珠澳邊境地區有所不同，唯有橫琴實現了“一線放開”的政策，明確並非口號，而是中央的政策導向。針對夏寶龍提出的加快橫琴深合區發展的倡議，賀一誠認為並非表示相關工作有所欠缺，而是深合區成立後，澳門與深合區向中央提出的各項政策落地實施，可以進一步加速推進發展。他指出，橫琴實施封關政策後，有意前往橫琴探索、尋求在當地發展的公司和機構數量顯著增加，這正是加速發展的真實體現。
- 5月：增加8個省會城市包括黑龍江省哈爾濱市及甘肅省蘭州市等為港澳個人遊城市、國務院港澳事務辦公室主任夏寶龍視察澳門
- 6月下旬至7月：連續休假39天
- 8月21日：宣佈放棄競逐爭取連任
- 9月：澳門協和醫院正式開業；東北大馬路長者公寓、青洲坊圖書館揭牌；第二屆「中國—葡語國家中央銀行及金融家會議」
- 10月1日：澳門大橋通車
- 10月13日：2024年澳門特別行政區行政長官選舉舉行
- 11月1日：澳門輕軌石排灣線通車、懲教管理局新址揭牌
- 11月9日：橫琴澳門新街坊衛生站、濠江中學附屬橫琴學校揭牌
- 11月19日：列席澳門立法會全體會議總結2024年施政工作及介紹2025年財政年度預算安排
- 12月2日：澳門輕軌橫琴線通車
- 12月9日：澳門大學橫琴粵澳深度合作區校區奠基
- 12月10日：澳門理工大學澳門校區教研樓揭幕
- 12月19日：賀一誠卸任澳門行政長官

### 宣佈放棄連任行政長官
2023年5月26日下午，賀一誠在會見傳媒時，被問及會否連任行政長官，賀一誠回應指自己尚有約一年半任期，暫時沒有考慮。在同年11月14日，行政長官賀一誠發表任內最後一份施政報告後出席新聞發佈會，被記者再問到會否參選爭取連任，他指現時未有正式決定，沒有特別回應。
2024年7月，據本地英文媒體報道引述消息稱，賀一誠已計劃在8月中下旬宣布競逐連任行政長官一職。於同年8月21日，但是賀一誠在今年6月、至7月休假期間只有39日。發表聲明宣布因身體健康尚未全面恢復後，決定不參選第六任澳門行政長官選舉；在他成為澳門回歸祖國後以來第三位首個不尋求及未有連任所有之只做一屆澳門特區行政長官特首的職務，完成五年任期後便卸任。
澳門特區公報於2024年12月20日刊登批示，賀一誠在離任後繼續為國家及澳門特區服務，從事有利於國家及澳門特區利益的工作或活動，其工作或活動所需的一切後勤及行政支援，尤其是辦公室及輔助人員、汽車及司機、保安、醫療、禮遇安排以及所需費用，由行政長官以批示訂定。因執行批示而引致的財政負擔將由澳門特別行政區行政長官辦公室及政府總部事務局預算中開支項目內的可動用資金承擔。

## 家庭
賀一誠的父親賀田為工業家，他在1956年創立賀田工業有限公司，在1960—1970年代在中國大陸經銷經濟短缺物資；賀一誠的胞姐賀定一曾任立法會議員。妻子為鄭素貞，曾與胞兄弟在香港代理韓國化妝品牌Missha，惟2015年Missha在港門市全線停業，鄭素貞作為代理公司股東兼董事被銀行入稟追討欠款。女兒賀凱琪1989年於香港出生，現為浙江省政協委員及賀田投資發展有限公司董事長助理。
兒子賀建東1992年亦生於香港，現為北京市政協委員及澳門科技總會會長。

## 榮譽
- 2001年：工商功绩勋章
- 2009年：金蓮花榮譽勳章
- 2023年：殷皇子大十字勳章（英语：Order of Prince Henry）[44]